# Ophrys miroir
Ophrys speculum
Espèce
Statut CITES
Synonymes
- Arachnites speculum (Link) Tod.[1],[2]
- Ophrys vernixia subsp. ciliata Kerguélen, 1987[1]
- Ophrys vernixia var. regisferinandii (Renz) H.Baumann[1]

L'Ophrys miroir (Ophrys speculum) est une espèce d'orchidée terrestre du genre Ophrys, endémique du pourtour méditerranéen. Caractérisée par son grand miroir bleu, cette espèce est réputée pour sa relation particulière avec la guêpe Dasyscolia ciliata, relation à l'origine de la compréhension du phénomène de pseudocopulation.

## Taxonomie
Cette espèce est décrite sous le nom Ophrys speculum par le botaniste allemand Johann Heinrich Friedrich Link en 1800 à partir d'exemplaires récoltés à Setúbal au Portugal. L'épithète spécifique speculum signifie en latin « miroir », en raison de la caractéristique principale du labelle.
Ce taxon porte en français les noms vulgarisés et normalisés « Ophrys miroir,, », « Ophrys cilié, », « Miroir de Vénus » et « Ophrys bécasse ».

## Description

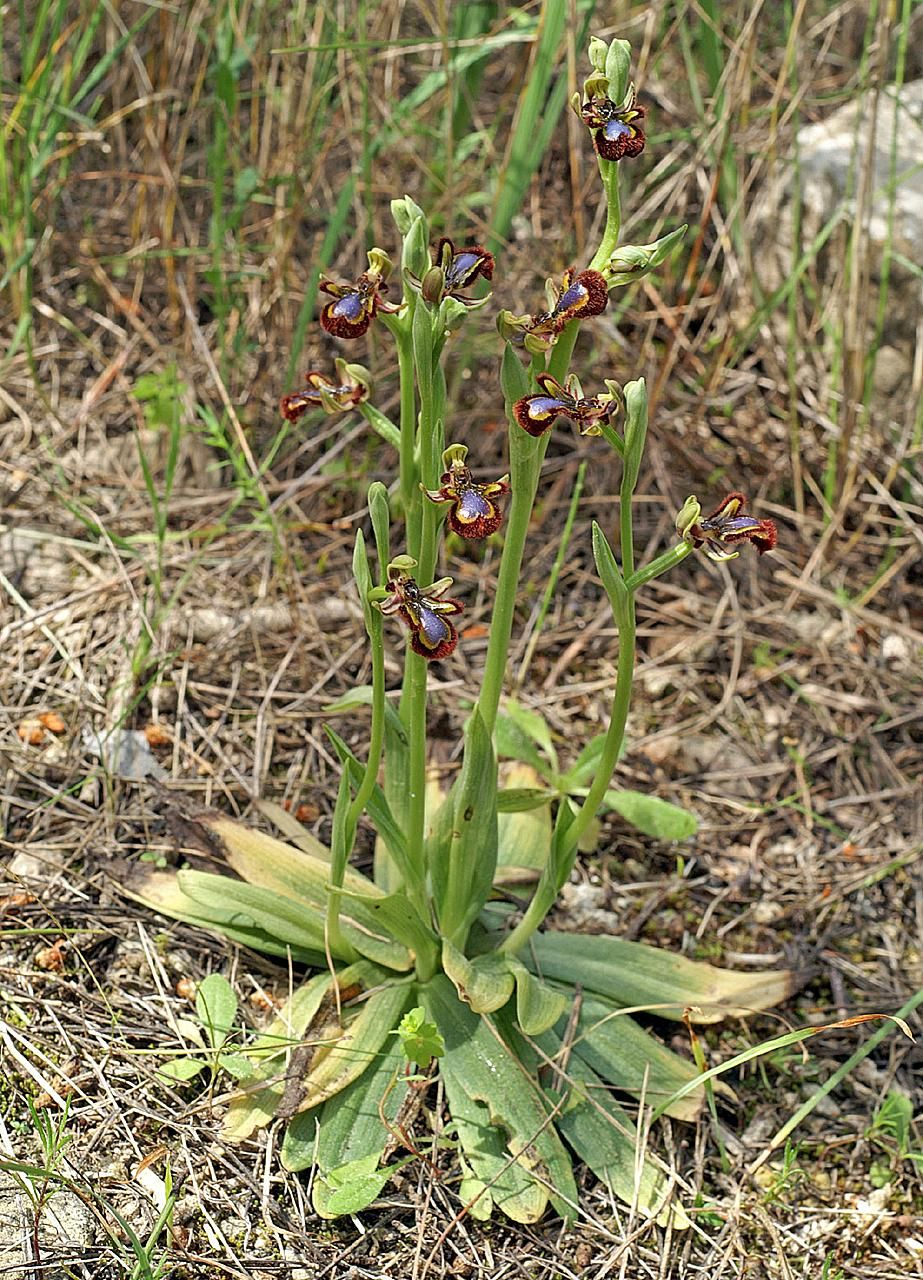
Ophrys miroir (Mayorque, Espagne)

L'Ophrys miroir est une plante trapue, haute de 5 à 25 cm, qui porte de 2 à 8 fleurs relativement grandes par pied. Ces fleurs sont constituées de trois sépales ovales à allongés mesurant 7 à 10 mm de long pour 3 à 5 mm de large, colorés vert-jaune et parfois blanchâtres, tachetés et ornés de deux lignes longitudinales brun violacé. Les sépales latéraux s'étendent horizontalement. Les deux pétales sont courts brun violacé foncé, lancéolés, poilus, mesurant 4 à 6 mm de long, et courbés vers l'arrière,. 
Le labelle présente une base très contractée. Il est coloré d'un brun noirâtre à verdâtre, garni sur ses bords par de poils longs, denses, foncés, brun rougeâtre à violacé et mesure 12 à 16 mm de long et 0,5 à 1,5 mm de large. Positionné à l'horizontale, il est trilobé dans la moitié basale. Ses lobes latéraux sont lancéolés à ovales, plats, s'étalant obliquement sur les côtés ou vers l'avant, parfois dressés et étant 0,8 à 1,8 fois plus longs que larges. Le lobe médian, quant à lui, est obovale à obcordé, légèrement convexe et 0,6 à 1,1 fois moins, aussi ou plus long que large. Le centre du labelle est orné par un spéculum glabre brillant, bleu, étendu, plus ou moins largement bordé d'une marge jaune verdâtre à orange. Son champ basal est sombre, brillant, ovale à elliptique, et muni de bosses,. 
Plus haut, les staminodes sont particulièrement marqués, les pseudo-yeux sont noirs, brillants, portés par des bosses temporales.

### Sous-espèces

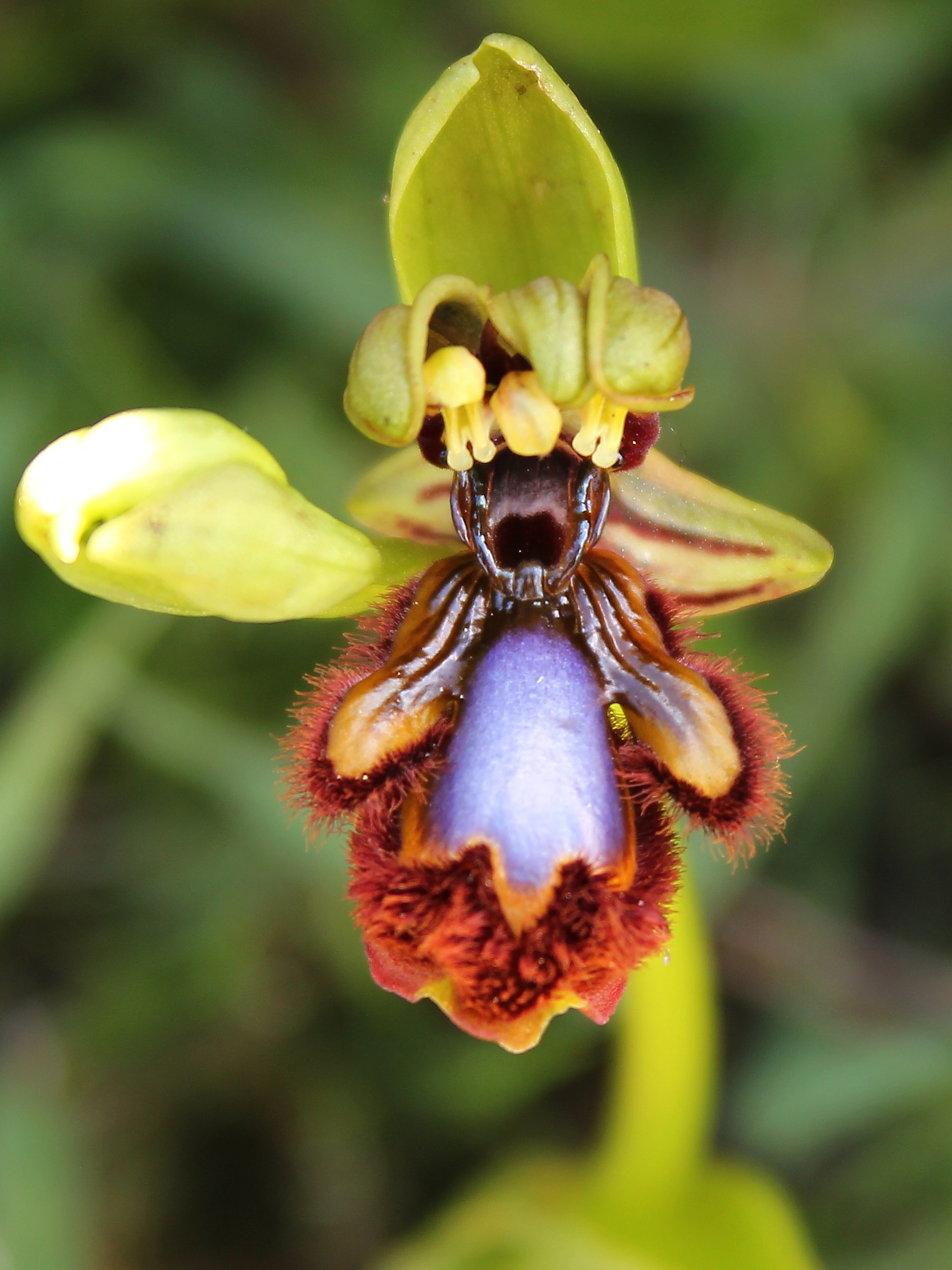
Sous-espèce lusitanica

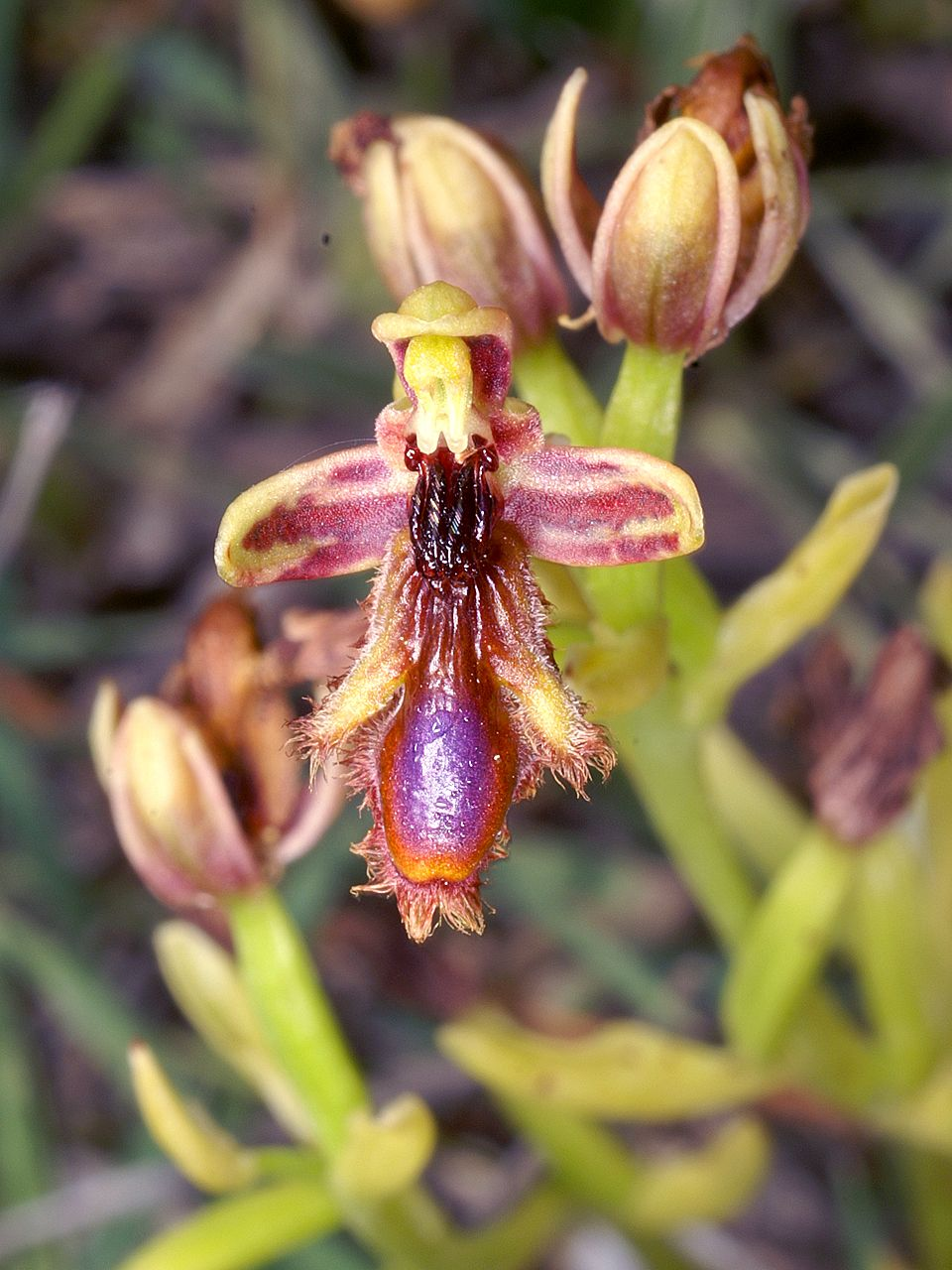
Sous-espèce regis-ferdinandii

- Ophrys speculum subsp. speculum[2]. Cette sous-espèce se différencie par un lobe médian moins convexe, 0.6 à 2,2 fois plus long que large. Les pétales et les poils du labelle sont foncés, les lobes latéraux sont plus larges, plats, leur pointe pointant vers l'avant[3].
- Ophrys speculum subsp. lusitanica O. & A.Danesch, 1969[2]. Cette sous-espèce se différencie par un lobe médian moins convexe, 0.6 à 2,2 fois plus long que large. Les pétales et les poils du labelle sont pâles. Les lobes latérauxsont étroits et leur pointe est tournée vers le bas et vers l'arrière[3].
- Ophrys speculum subsp. regis-ferdinandii (Acht. & Kellerer ex Renz) Soó[2]. Cette sous-espèce se différencie par son lobe médian étroit, très convexe 2 à 4 fois plus long que large[3].

## Biologie
Pour un article plus général, voir Pseudocopulation.

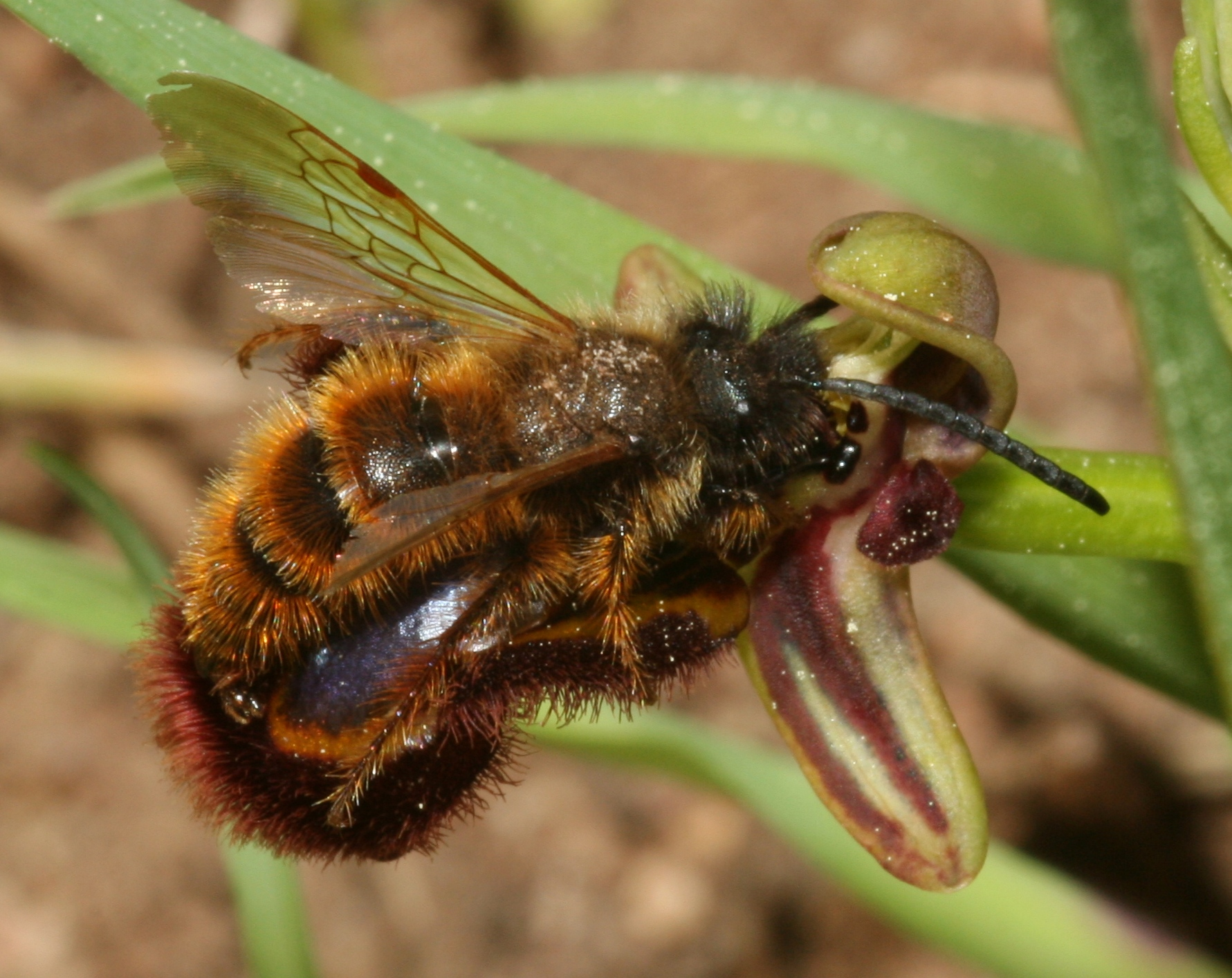
Mâle Dasyscolia ciliata en pleine pseudocopulation.

La grande macule bleu vif du labelle mime la surface bleuâtre des ailes repliées d'une guêpe femelle au repos, la Dasyscolia ciliata. La frange de poils mime les poils de l'abdomen de la femelle de cette guêpe, et les pétales supérieurs minces imitent ses antennes. Attirés par ce leurre sexuel (leurre visuel mais aussi olfactif), les mâles adoptent un comportement d’accouplement, la pseudocopulation qui conduit à un dépôt de pollinies sur leur corps et ainsi à la pollinisation lorsque l'opération est répétée,

## Floraison
Espèce printanière, elle fleurit de février, pour les zones les plus précoces, à mai, pour les zones les plus tardives,. Les sous-espèces lusitanica et regis-ferdinandii ont une floraison plus tardive de 2 à 3 semaines.

## Habitat
Espèce de pleine lumière à demi-ombre elle se développe strictement sur substrats calcaires secs à frais au sein des pelouses, pauvres en matière organique des garrigues, des friches, voire des broussailles et des bois clairs, surtout dans les zones côtières mais poussant jusqu'à 1 200 m d'altitude,. La sous-espèce lusitanica pousse à des altitudes moins élevées, ne dépassant pas les 500 m alors que la sous-espèce regis-ferdinandii ne dépasse pas les 400 m. 

## Répartition
Il s'agit d'une espèce endémique du pourtour méditerranéen. Relativement répandue au Portugal où se situe la localité type, elle est également présente en Espagne et en Italie (Sardaigne et Sicile), rare en France et sur le pourtour de l'Adriatique. Elle est répandue à parfois abondante en Grèce, à Chypre, en Turquie, au Liban, en Israël, en Iran, en Égypte, en Algérie et au Maroc,. La sous-espèce lusitanica, rare et localisée, est endémique de la péninsule ibérique tandis que la sous-espèce regis-ferdinandii , également rare et localisée, est endémique des Îles Égéennes orientales et de la côte méditerranéenne de l'Anatolie,. 
Très rare en France, Ophrys speculum subsp. speculum est localisée et sporadique et les populations sont instables. Son pollinisateur spécifique, Dasyscolia ciliata, étant absent de France (une seule mention en 1991 en Corse), expliquerait l'incapacité de cette plante à se répandre. Elle a été trouvée dans l'Aude, les Bouches-du-Rhône, la Charente, la Drôme, le Gard, la Haute-Garonne, la Gironde, les Pyrénées-Orientales, le Var, la Vendée et la Corse,.

## Menaces et protections
En Europe, l'espèce est considérée comme de préoccupation mineure. En France métropolitaine, Ophrys speculum est protégée au niveau national et est considérée comme en danger,